# Factor VIII
El factor VIII de coagulació, també conegut amb el nom de factor anti-hemofílic A, és una glucoproteïna continguda en el plasma sanguini (aprox. 0.1mg/dl) que actua com un dels cofactors de la cascada de la coagulació. En humans, està codificat pel gen F8. Els defectes en aquest gen provoquen l'hemofília A, un trastorn de coagulació lligat al cromosoma X.
El factor VIII es produeix a les cèl·lules sinusoidals i endotelials del fetge, fora del fetge i per tot el cos. Aquesta proteïna circula pel torrent sanguini en forma inactiva, unida a un transportador de plasma (una altra proteïna) anomenat factor de von Willebrand, fins que es produeix una lesió que danya els vasos sanguinis. En resposta a una lesió, el factor de coagulació VIII s'activa i se separa del factor de von Willebrand. La proteïna activa (de vegades escrita com a factor de coagulació VIIIa) interactua (mitjançant un mecanisme encara desconegut) amb un altre factor de coagulació anomenat factor IX. Aquesta interacció desencadena una cadena de reaccions químiques addicionals que formen un coàgul de sang.
El factor anti-hemofílic és un factor necessari per a produir una coagulació correcta mitjançant la regulació i modulació de la cascada sanguínia després d'una hemorràgia. Els individus nascuts amb dèficit de factor VIII o que l'adquireixen mitjançant la formació d'anticossos que l'inactiven necessiten l'administració de factor VIII en determinades situacions: abans d'una cirurgia, després de ferides o hemorràgies greus. El factor VIII que s'utilitza en aquests casos s'extreu del plasma humà o bé és modificat genèticament a partir de proteïnes bovines, de ratolí o d'hàmster.

## Estructura molecular
El factor VIII és una glicoproteïna sintetitzada en els hepatòcits (cèl·lules hepàtiques) i en les cèl·lules endotelials, produïda inicialment com una proteïna de cadena única amb una seqüència líder hidròfoba N -terminal de 19 aminoàcids (Aa) seguida per 2332 residus que constitueixen la proteïna secretada que té un pes molecular de 265.000 daltons.
Dintre de l'estructura primària la molècula precursora es distingeix tres tipus de dominis:

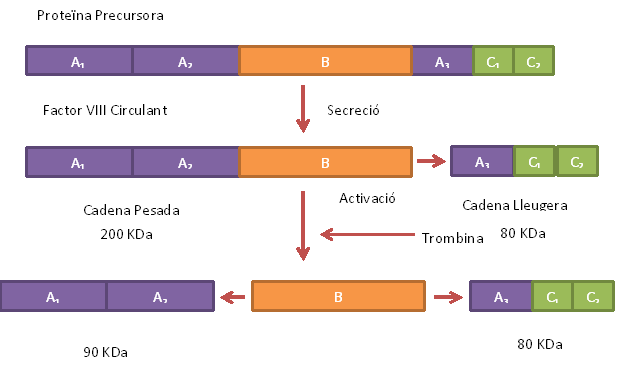
Esquema de l'escissió del Factor VIII

- Domini A: tres segments A (A1, A2, A3), cadascun de 330 aminoàcids.
- Domini B: un segment central únic que consta de 980 aminoàcids
- Dominis C: una regió carboxi-terminal duplicada (C1, C2) de 150 aminoàcids cadascuna.

Aquesta molècula pateix una escissió al plasma produint així dos pèptids diferents, el factor VIII és un dímer. Distingim les cadenes amino terminals pesades (90 – 120 KDa) i les cadenes C-terminals lleugeres (80 KDa). Els extrems N de la cadena pesada comprenen tant A1 com A2, acabant així en el domini B, encara que aquestes no tenen una llargària determinada. Pel que fa a la cadena lleugera, aquesta comença amb el glutamat 1649 i finalitza amb una tirosina (Tyr 2332). Per tant, és un heterodímer, on les dues subunitats diferents estan unides de forma no covalent per mitjà de cations divalents, com per exemple mitjançant el catió calci Ca2+.
El factor VIII necessita l'activació d'una peptidasa anomenada trombina que produeix la separació o escissió de la cadena pesada alliberant així el domini B, que no és necessari per al procés de coagulació. De la mateixa manera, la trombina necessita activar el Factor de coagulació VIII per poder dur a terme la seva pròpia producció.
Per aconseguir l'activitat de coagulació màxima es necessiten tres escissions més produint així pèptids de 50, 43 i 73 KDa respectivament. Però, si es duen a terme més escissions s'inactiva l'activitat del factor VIII. Hi ha diverses formes d'inhibir l'activitat coagulant d'aquest factor, una d'elles consisteix en l'actuació de la Proteïna C, que és activada per la trombina, sobre l'Arginina 336 formant dues bandes de 59 i 43 KDa. El factor X produeix una banda de 67 KDa per mitjà de la proteòlisi de l'arginina 336 i 1721, aquesta reacció implica la inactivació del factor VIII.
El factor VIII és una molècula molt inestable i molt reactiva, per aquest motiu s'enllaça amb el Factor de von Willebrand que l'estabilitza per poder circular pel plasma sanguini.

## El factor VIII i la coagulació

### Introducció al procés de coagulació
El procés d'hemostàsia consisteix en la detecció i neutralització d'una pèrdua de sang a partir de vasos sanguinis lesionats i és un mecanisme biològic fonamental per a la vida. Sempre que es trenca o talla un vas, s'arriba a l'homeòstasi per diferents mecanismes:

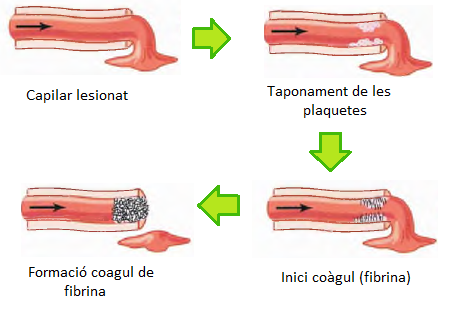
Procés de coagulació sanguini

- L'espasme vascular, el qual fa que el múscul llis de la paret es contragui a conseqüència del traumatisme, portant a una reducció del flux sanguini en aquesta zona.
- Formació d'un tap de plaquetes, partícules en forma de disc que, en unir-se al teixit afectat, canvien la seva conformació dràsticament: comencen a inflar-se i a adherir-se a la paret vascular (sobretot al col·lagen del teixit) mitjançant pseudòpodes i proteïnes d'adhesió, i alliberen altres proteïnes que activen tanmateix les plaquetes del seu voltant.
- Formació d'un coàgul sanguini a mode tap ferm que reforci el ja creat per les plaquetes. Aquest pas consisteix principalment en una cadena de reaccions que té com a objectiu l'activació de la fibrina, proteïna que converteix el fibrinogen soluble de la sang en fibres insolubles de fibrina, les quals actuen a manera de tap sòlid sobre la lesió. Aquest procés pot durar uns 3-6 minuts, si la ferida no és molt greu.
- Finalment, entre 20 minuts i 1 hora després de la seva formació, aquest experimenta una retracció, la qual cosa tanca el vas encara més. Aquest procés és coordinat, en part, per les plaquetes.

### L'actuació del factor VIII: la cascada enzimàtica

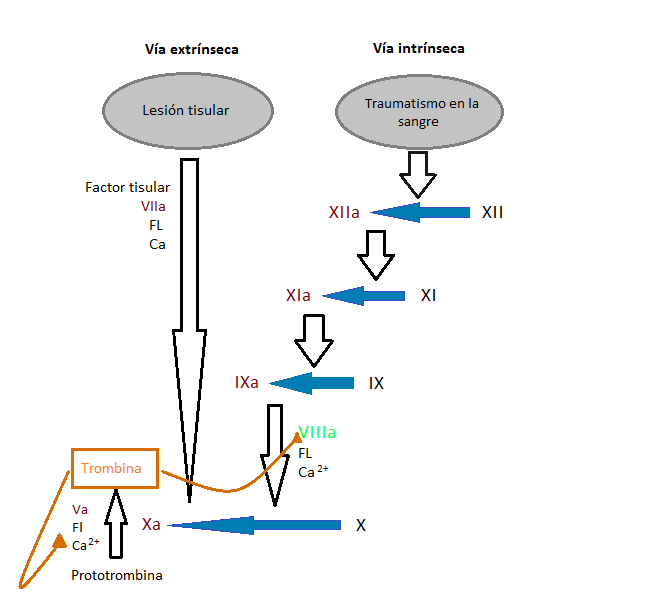
Cascada Coagulació

Tal com acabem de dir, el procés de coagulació consisteix en la conversió de sang líquida en un coàgul sòlid. Per aconseguir això, s'esdevé una complexa cadena enzimàtica que té com a propòsit final l'activació de la trombina, proteïna encarregada de la conversió del fibrinogen soluble en fibrina insoluble, la qual actua com a “tap” de la ferida.
Els components d'aquest procés, denominats factors, es troben a la sang en forma de precursors inactius (zimògens) d'enzims i que s'activen mitjançant proteòlisi i les formes actives dels quals es designen amb el sufix “a”. Aquests factors activats (XIIa, XIa, Xa, IXa...) són tots serina proteases, de manera que l'activació d'un desencadena l'activació del següent mitjançant proteòlisi. D'aquesta manera, la cascada enzimàtica actua com a mecanisme d'amplificació, en el qual l'activació d'un factor catalitza la gènesi de quantitats encara majors del següent i així successivament. A més, la trombina no només actua a nivell del fibrinogen, sinó que té una capacitat proteolítica que activa la resta factors, com per exemple el factor VIII, de manera que ella mateixa impulsa la seva pròpia síntesi. Per això es parla de la coagulació com un sistema de retroalimentació, on una gènesi inicial de trombina accelera la seva pròpia síntesi, donant al procés la rapidesa i eficàcia necessàries per evitar la pèrdua de sang.
Tal com es pot observar a la imatge adjunta, existeixen dos tipus de vies: l'extrínseca, o in vivo, i la intrínseca, o in vitro. Tot i que es diferencien, respectivament, segons si es tracta d'un traumatisme tissular o d'un traumatisme a la sang, i l'exposició d'aquesta al col·lagen dels teixits, ambdues condueixen a l'activació del factor X, que converteix la prototrombina en trombina.
El factor VIII actua a la via intrínseca, més concretament en la reacció final d'activació del factor X pel IXa, a la quan intervenen també l'ió calci i els fosfolípids plaquetaris. Encara que pugui semblar una intervenció insignificant dintre la complexitat del procés, la manca de factor VIII impedeix l'activació del factor X, molècula encarregada de generació de trombina, fet que pot portar a greus dèficits de coagulació com l'hemofília clàssica tipus A.

## Hemofília
És una deficiència congènita de l'activitat dels factors plasmàtics VIII (hemofília A), IX (hemofília B o malaltia de Christmas) o XI (hemofília C).
L'hemofília A (85%) i l'hemofília B (14%) es transmeten de manera recessiva lligada al cromosoma X; és per això que, excepte en dones amb alteracions a ambdós cromosomes X, es diu que l'hemofília és una malaltia transmesa per dones que pateixen els homes.
En canvi, l'hemofília C (1%) es transmet amb caràcter autosòmic recessiu lligat al cromosoma IV.
La clínica de l'hemofília es basa en les hemorràgies, internes o externes, que apareixen per causes mínimes, són difícils d'aturar-se espontàniament i tenen tendència a recidivar.
Les hemorràgies cutaneomucoses no són gaire freqüents, en canvi, les que afecten els teixits tous, a articulacions i a vísceres ho són.
Acostuma a aparèixer després d'un traumatisme i, al cap d'uns dies, donen lloc grans hematomes que poden pressionar els teixits adjacents i generar necrosis musculars o, fins i tot, compressions vasculars o nervioses.
Els hematomes més greus són els que afecten a la zona orofaringe, que poden comprometre les vies aèries i causar asfíxia, i les que afecten al sistema nerviós central.
Els hematomes situats als teixits tous tenen tendència a reabsorbir-se, però poden donar loc a masses pseudotumorals de teixit inflamatori calcificat.
Les hemartrosis, molt típiques de les hemofílies, se situen sobretot a genolls, turmells i colzes. La presència de sang dins les articulacions genera sinovitis crònica que, en cas de ser reiterativa, pot causar atròfia muscular i lligamentosa reflexa, disminució de l'espai articular i destrucció del cartílag.
Les hemorràgies viscerals que més freqüentment es produeixen en les hemofílies són l'hematúria i els sagnats digestius.
La febre i l'anèmia (pèrdua de sang) també formen part de la simptomatologia d'aquests pacients. A més, poden aparèixer dolors i trastorns psíquics.
El diagnòstic es serveix de les proves de coagulació, que demostren un allargament de les proves de la via intrínseca (temps de tromboplastina parcial o temps de cefalina), mentre que la via extrínseca (temps de quick) és normal, així com ho són les plaquetes i la resistència capil·lar.
El diagnòstic precís es basa en la determinació del factor plasmàtic de la coagulació:
- Hemofílies greus: <1% de factor
- Hemofílies moderades: 1-5% de factor
- Hemofílies lleus: >5-40% de factor

## Malaltia de von Willebrand
És una malaltia hemorràgica hereditària, que es transmet de manera autosòmica (cromosoma 12) recessiva (absència total del factor VIII-vW) o dominant (<50% del factor). És l'alteració hemorràgica hereditària més freqüent, i té una major incidència en dones.
Pot respondre a una alteració quantitativa (Tipus I, dominant, o tipus III recessiva) o qualitativa (tipus II) del factor VIII-vW, una glucoproteïna de la sang que intervé en el moment inicial de l'hemostàsia i que permet, juntament amb la fibronectina, la unió de les plaquetes a la superfície del vas sanguini trencat.
La clínica en les formes lleus les manifestacions clíniques apareixen davant intervencions quirúrgiques o extraccions dentals. En les formes més acusades, apareixen hemorràgies lleus o moderades (epistaxi, gingivorràgia, metrorràgia), essent infreqüents en els hematomes i hemartrosis posttraumàtiques
Analíticament, el recompte de plaquetes és normal, el temps d'hemorràgia està augmentat i hi ha una activitat discretament reduïda del factor VIII-C, una disminució de la concentració plasmàtica del factor VIII-vW, un descens en l'agregació plaquetària i una reducció de la capacitat d'adherència de les plaquetes. Cal apuntar, però, que, en la malaltia de von Willebrand tipus II, la concentració plasmàtica del factor VIII-vW i l'activitat del factor VIII-C són normals.

## Proves de diagnòstic basades en el Factor VIII

### Proves per valorar l'hemostàia primària
-Quantificació del Factor VIII-vW

### Proves per a valorar la coagulació
-Temps de tromboplastina parcial (TTP) o temps de cefalina: Valora globalment la via intrínseca i permet detectar dèficits de factor VIII i IX. Així mateix, pot alterar-se quan hi ha anticossos antifosfolípid (presnt al lupus).S'utilitza per a monitorar el tractament amb heparina.
Davant d'un TTP perllongat, cal pensar en:
- Ús d'heparina.
- Presència d'anticossos lúpics.
- Alteració de la via intrínseca per dèficit d'algun dels factors que la componen.
- Aparició d'anticossos adquirits dirigits enfront d'algun factor de coagulació.
- Dèficit d'algun factor del sistema de contacte (precal·licreïna o cininogen).

El valor normal oscil·la entre els 60 i els 100 segons.

## Tractament
Tractament per l'hemofilia A i els diferents tipus de la malaltia de Von Willebrand pot ser de dos tipus:
Substitutiu:
- Concentrats de factors antihemofílics, que contenen factor VIII-vW i factor VIII-C, sotmesos a diverses manipulacions per evitar la transmissió de virus, o bé obtinguts per recombinació.
- Administració parenteral de crioprecipitats, derivats de la sang que contenen una porció important de factor VIII-C, factor VIII-vW, fibrinogen, factor XIII i fibronectina.

Farmacològic:
- Desmopressina o DDAVP (1-desamino-8-D-arginina vasopressina), un anàleg de la vasopressina desproveït d'efectes vasoactius que produeix un augment dels factor VIII-C i del factor VIII-vW.
- Antifibrinolítics sintètics, en hemorràgies localitzades.
- Analgèsics i antiinflamatoris.
- Ticlopidina, que inhibeix la unió del fibrinogen, i potser també del factor VIII-vW, a una glucoproteïna de la membrana plaquetària, la GPIIb-IIIa. La seva administració modifica l'agregació, la semivida plaquetària i el temps d'hemorràgia.

La profilaxi antihemorràgica, mitjançant una o dues injeccions setmanals del factor IX o VIII, respectivament, es duu a terme de manera permanent en hemofílics greus, per tal de convertir-los en moderats o lleus, sobretot en períodes d'hemorràgies freqüents. Així mateix, caldrà realitzar-la en cas de cirurgies, per tal d'aprofitar el factor deficitari fins a aconseguir una activitat òptima. En cas d'accidents hemorràgics, el tractament dependrà de la localització.
Si l'hemorràgia és extensa i de moderada intensitat, podrà tractar-se amb antifibrinolítics sintètics o DDAVP. Si l'hemorràgia és molt intensa caldrà recórrer a la teràpia substitutiva. Si l'hemorràgia afecta a òrgans vitals, caldrà aconseguir una taxa mínima de factor del 30-40%, a banda d'haver-se de realitzar immobilització absoluta. En cas d'hemartrosis, caldrà aplicar un tractament substitutiu precoç i valorar la punció.